# Élan School
Die Élan School war ein kontroverses und vielfach kritisiertes therapeutisches Internat für Jugendliche ab 13 Jahren mit emotionalen Problemen, Verhaltensauffälligkeiten oder Drogenproblemen in Poland, Androscoggin County im US-Bundesstaat Maine. Die Schule bot Klassen der Jahrgangsstufen 8 bis 12 an und war ein Mitglied der National Association of Therapeutic Schools and Programs  (NATSAP) und wurde am 1. April 2011 nach massiven Anschuldigungen von Misshandlungen seit der Gründung 1970, die von vielen früheren Schülern im Internet und von der Presse erhoben wurden,  geschlossen.
Das Internat befand sich auf einem 33 Hektar großen Gelände  in den Wäldern um Poland, Maine. Ein weiteres Grundstück wurde 1975 in Parsonsfield, Maine, von Élan gekauft und bis in die 1980er Jahre genutzt. Dort soll es den schlimmsten Missbrauch in der Geschichte der Schule gegeben haben.
Die Schule wurde in den 1990ern und frühen 2000ern berühmt, nachdem ehemalige Schüler vor Gericht gegen Michael Skakel aussagten, der wegen eines Mordes in den 1970ern angeklagt war.

## Geschichte
Die Élan School wurde 1970 vom Psychiater Gerald Davidson, dem Investor David Goldberg und dem früheren Heroinsüchtigen Joseph Ricci, der schon früher mit jungen Menschen in Entziehungsanstalten gearbeitet hatte, gegründet. Joseph Ricci leitete die Schule bis zu seinem Tod 2001. Danach übernahm seine Witwe Sharon Terry die Schulleitung. Der Politiker Bill Diamond war für die Beziehungen mit Regierungen verantwortlich.

## Programm
Im kontroversen Verhaltensänderungsprogramm der Schule galt die Demütigung der Schüler und eine nachfolgende Ermutigung und Unterstützung dieser als ein therapeutisches Werkzeug. Die Schüler lebten das ganze Jahr in Élan.
Ein Bildungsberater aus New Jersey, der seit 22 Jahren Schüler nach Élan überwies, sagte der New York Times im Jahre 2002, er schicke in das Internat nur die härtesten Fälle, die nicht auf andere Programme reagiert hätten und außer Kontrolle seien.
Die Methoden der Schule basierten auf einer Form der Gemeinschaftstherapie, die in den 1960ern z. B. in der Sekte Synanon und später Daytop Village bekannt wurden. Gerade deshalb wies die Schule teilweise sektenartige Strukturen auf.
Frühere Schüler berichten von mentalen und körperlichen Misshandlungen, wie z. B. erniedrigende Tätigkeiten wie stundenlanges Putzen von Urinalen mit einer Zahnbürste oder gefährliche Mangelernährung.

## Kontroversen und Kritik
In ihrer Geschichte war die Schule immer wieder mit Anschuldigungen von einer schlechten Behandlung von Schülern konfrontiert.
In den späten 1970ern entschieden sich Beamte des US-Bundesstaates Illinois, 11 Kinder aus dem Élan-Programm herauszunehmen und beschuldigten die Schule der Kindesmisshandlung.
Ebenfalls in den späten 1970ern versuchte der Leutnant Max Ashburn aus dem Androscoggin County Sheriff’s Office, das Internat zu besuchen, nachdem er mehrfach Gerüchte über Missbrauch gehört hatte, doch die Mitarbeiter erlaubten ihm nicht, sich die Schule anzusehen. Danach begann er, die gemeldeten Missbräuche, Namen und Telefonnummern zu dokumentieren.
Während des Prozesses gegen Michael Skakel, einen ehemaligen Schüler Élans, sagten Zeugen im Jahr 2002 aus, dass Schläge, Prügelstrafen und öffentliche Erniedrigungen in den 1970er Jahren Teil des Lebens in Élan gewesen seien. Frühere Schüler berichteten außerdem von einem Boxring, in dem mehrere Schüler nacheinander einen Schüler konfrontierten und verprügelten.
Die New York Times schrieb, dass „lächeln ohne Erlaubnis zu einer stundenlangen Putzeinheit von Urinalen mit einer Zahnbürste führen kann“.
Nachdem das New York State Education Department, die das Schulgeld für spezielle Schüler bereitstellte, die Schule 2005 noch gut bewertete, hinterfragte das Department 2007 die Methoden der Schule und schrieb in einem Brief an Bildungsbeamte in Maine, Schüler würden ihre Mitschüler fesseln und wiesen Schlafmangel auf. Daraufhin drohte der Staat New York, seine Steuergelder für Schüler aus New York nicht mehr bereitzustellen. Der Anwalt der Schule dementierte die Anschuldigungen.
Im März 2016 kündigte die Staatspolizei Maine an, Ermittlungen aufgrund des Todes des früheren Élan-Bewohners Phil Williams, der am 27. Dezember 1982 starb, nachdem er zum Kampf im Boxring Élans gezwungen worden war. Die Staatspolizei kündigte später an, mangels Beweisen niemanden anzuklagen.

## Ausreißer
Schüler versuchten regelmäßig, aus der Élan School auszureißen. Der frühere Captain des Androscoggin County Sheriff’s Office, Ray Lafrance, sagte aus, dass Élan Gruppen in Transportern ins Umland schickte, um Ausreißer einzufangen und zurückzubringen, und merkte an, dass die Schule nur als letzte Option die Polizei über vermisste Schüler informierte. Lafrance sagte, manche Schüler seien froh gewesen, nach mehreren Nächten im Wald gefunden zu werden, während andere „Todesangst davor hatten, nach Élan zurückzukehren. Wenn wir wirklich das Gefühl hatten, dass sie wirklich Angst hatten, brachten wir sie in die Polizeistation, riefen ihre Eltern an und informierten sie über die Situation, riefen dann Élan an und sie holten die Schüler ab.“
Im Jahr 1979 wurde Leutnant Max Ashburn von einer lokalen Familie gerufen, um einen 16-Jährigen Élan-Ausreißer abzuholen. Der Junge war seit mehreren Monaten Schüler in Élan und sagte, seine Eltern würden in einem anderen Bundesstaat leben. Ashburn erinnerte sich in 2016, der Junge habe „geweint und bettelte mich an, ihn nicht zurückzubringen.“ Statt ihn zurückzubringen, brachte Ashburn, ein früherer LKW-Fahrer, ihn  in einen lokalen Imbiss und wies ihn an, dort zu trampen zu versuchen.
In 1990 besuchte der 15-Jährige Élan-Ausreißer Brad Glickman aus Bedford, New York, das Zuhause von Todd und Audrey Blaylock in Norway, Maine, nachdem er eine von Audrey Blaylocks Töchter traf.
Glickman sagte den Personen, die er traf, sein Name sei David Smith. Roy O’Hara, ein Bewohner des Hauses, schoss Glickman tödlich ins Herz. O’Hara wurde des Totschlags schuldig befunden, das Urteil wurde jedoch 1993 teilweise revidiert.
Am 21. März 1993 lief Schülerin Dawn Marie Birnbaum von der Schule während eines Schulausflugs weg. Am 24. März 1993 wurde sie tot in der Nähe der Interstate 80 aufgefunden. Der 36-Jahre alte James Robert Cruz Jr. wurde wegen des Mordes zu lebenslanger Freiheitsstrafe verurteilt.

## Schließung
Am 23. März 2011 kündigte die Élan School an, am 1. April 2011 zu schließen. Die Besitzerin Sharon Terry machte verringerte Anmeldezahlen und finanzielle Schwierigkeiten und negative Attacken gegen die Schule über das Internet dafür verantwortlich. In einem Brief an das Lewiston Sun-Journal sagte Terry: „Die Schule wurde Opfer von falschen und harten Attacken über das Internet mit dem Ziel, die Schule zur Schließung zu zwingen.“ Sie fügte zu, dass „die Schule diesen Schaden leider nicht überleben konnte.“

## Dokumentarfilme
- 1983 wurde die Élan School in Richard Kotuks Oscar-nominierten Dokumentarfilm Children of Darkness über Kinder und Jugendliche mit mentalen Störungen und emotionalen Problemen erwähnt.[17]
- Todd Nilssen erstellte von 2014 bis 2016 den Dokumentarfilm The Last Stop über die Élan School, der 2017 veröffentlicht wurde.[18][19][20][21]